# Asarum hongkongense
Asarum hongkongense S.M.Hwang & Wong Sui – gatunek rośliny z rodziny kokornakowatych (Aristolochiaceae Juss.). Występuje naturalnie w Hongkongu. 

## Morfologia
PokrójBylina tworząca kłącza.
LiściePojedyncze, mają kształt od owalnie sercowatego do owalnego. Mierzą 6–11 cm długości oraz 5–8 cm szerokości. Są nagie. Blaszka liściowa jest o sercowatej nasadzie i ostrym wierzchołku. Ogonek liściowy jest nagi i dorasta do 12–30 cm długości.
KwiatySą promieniste, obupłciowe, pojedyncze. Okwiat ma dzwonkowato okrągły kształt i purpurowo zielonkawą barwę, dorasta do 2 cm długości oraz 2–5 cm szerokości. Listki okwiatu mają owalny kształt. Zalążnia jest górna ze zrośniętymi słupkami.

## Biologia i ekologia
Rośnie w zaroślach. Występuje na wysokości od 500 do 700 m n.p.m. Kwitnie od lutego do maja.